# Oecetis silvestris
Oecetis silvestris är en nattsländeart som beskrevs av Gibbs 1973. Oecetis silvestris ingår i släktet Oecetis och familjen långhornssländor. Inga underarter finns listade i Catalogue of Life.